# Phaonia kagaensis
Phaonia kagaensis är en tvåvingeart som beskrevs av Shinonaga 2003. Phaonia kagaensis ingår i släktet Phaonia och familjen husflugor. Inga underarter finns listade i Catalogue of Life.